# Ryo Hasegawa
Ryo Hasegawa (født 21. april 1999) er en japansk fodboldspiller, som spiller for den japanske fodboldklub Mito HollyHock.